# Сарыоглу, Сабри
Сабри́ Сарыоглу́ (тур. Sabri Sarıoğlu; 26 июля 1984, Чаршамба, Самсун) — турецкий футболист, защитник и полузащитник.

## Карьера

### Клубная
Сарыоглу является выпускником академии клуба «Галатасарай», после чего подписал контракт с командой, и до сих пор выступает за стамбульцев. Сначала он провёл пару сезонов за резервную команду, после чего в 2003 Фатих Терим, вызвал его в основную команду. Дебютировал же Сабри за основную команду в мае 2003 года против «Трабзонспора», с тех пор закрепился в основе клуба, и является одним из любимцев фанатов. За 8 лет он успел стать 3-кратным чемпионом Турции.
Его козырь — это скорость и выносливость, своё прозвище «Быстрый Гонсалес» он получил после сногсшибательного прохода в 70 метров, в результате которого он забил мяч, произошло это в матче против «Бурсаспора» в конце 2006 года.

### Международная
Играет в сборной с 2006 года, был призван в неё всё тем же Теримом. Дебютировал Сабри 7 октября 2006 года в матче против сборной Венгрии в квалификации Евро-08, выйдя в стартовом составе, он отыграл все 90 минут, Турция победила 1-0.
На Евро-2008 Сарыоглу отыграл четыре матча (против Португалии, Чехии, Хорватии и Германии), наиграв 300 минут, 1 голевую передачу и 2 жёлтые карточки.

## Достижения
«Галатасарай»
- Чемпионат Турции (7): 2001/02, 2005/06, 2007/08, 2011/12, 2012/13, 2012/13, 2014/15
- Обладатель Кубка Турции (2): 2004/05, 2013/14
- Обладатель Суперкубка Турции (4): 2008, 2012, 2013, 2015

Сборная Турции
- Бронзовый призёр Евро-2008